# Аллея пионеров-героев (Саратов)
Аллея пионеров-героев — мемориальный комплекс в городе Саратове. Аллея расположена в сквере «Территория детства» у Центра детского творчества по адресу: проспект Строителей, дом 6/1.

## История
12 июня 1968 года в Ленинском районе Саратова открылся Дворец пионеров, а рядом был установлен памятник юному герою в будёновке и шинели из песни «Орлёнок». В тот же день стала доступна для посещения и благоустроенная парковая территория, находящаяся перед детским учреждением. Центральным элементом парка стала Аллея пионеров-героев, состоявшая из шести плит с портретами юных героев. К началу 2000-х годов бывший Дворец пионеров, переименованный в 1996 году в Центр детского творчества, и парковая территория с мемориальным комплексом нуждались в масштабной реконструкции.
В 2012 году после проведённых работ парк вместе с Аллеей пионеров-героев снова открылся для посетителей. Плиты аллеи были отреставрированы, при этом одна из них к тому времени была утрачена.
В соответствии с постановлением Администрации муниципального образования «Город Саратов» от 11 января 2013 года № 45 «О присвоении наименований скверам в Ленинском районе» сквер перед зданием Центра детского творчества, где расположена Аллея пионеров-героев, получил наименование «Территория детства».

## Описание
Аллея пионеров-героев в Саратове представляет собой мемориал из пяти плит с барельефными портретами пионеров-героев. Четыре плиты посвящены пионерам-героям, отличившимся в годы Великой Отечественной войны: 
Вале Котику (партизан-разведчик, посмертно Герой Советского Союза), Лёне Голикову (партизан, посмертно Герой Советского Союза), Васе Коробко (подрывник и разведчик в тылу врага) и Володе Дубинину (партизан). Пятая плита посвящена Павлику Морозову, получившему известность в качестве борца против кулачества в лице своего отца — Трофима Морозова. 

Памятник Валя Котик
Памятник Лёня Голиков
Памятник Вася Коробко
Памятник Володя Дубинин
Памятник Павлик Морозов